# کلودیو اوبدا
کلودیو اوبدا (انگلیسی: Claudio Úbeda؛ زادهٔ ۱۷ سپتامبر ۱۹۶۹) بازیکن فوتبال اهل آرژانتین است.
از باشگاه‌هایی که در آن بازی کرده‌است می‌توان به باشگاه فوتبال توکیو وردی، باشگاه فوتبال روساریو سنترال، باشگاه فوتبال راسینگ کلوب آویاندا، باشگاه فوتبال کرتارو، و باشگاه فوتبال اتلتیکو هوراکان اشاره کرد.
وی همچنین در تیم ملی فوتبال زیر ۲۰ سال آرژانتین بازی کرده‌است.